# JPMorgan Chase Tower (Dallas)
JPMorgan Chase Tower je mrakodrap v Dallasu. Má 55 podlaží a výšku 225 metrů, je tak 4. nejvyšší mrakodrap ve městě. Byl dokončen v roce 1987 podle projektu, který vypracovala společnost Skidmore, Owings & Merrill a developerem byl Trammell Crow.